# White Christmas (Coccaglio)
Pour les articles homonymes, voir Noël blanc et White Christmas.
White Christmas, en français Noël blanc, est le nom d'une opération menée fin 2009 à Coccaglio en Italie, invitant les citoyens à débarrasser leur village des immigrés n'ayant pas renouvelé leur permis de séjour.

## Déroulement des faits
Le paquet législatif sur la sécurité intérieure approuvé par le gouvernement Berlusconi IV ayant autorisé les maires à jouir d’une plus grande autonomie en matière d'immigration, le Junte communale de Coccaglio, principalement composé d’élus de centre-droit et de la Ligue du nord, avec l'appui du ministre de l’Intérieur Roberto Maroni lui aussi membre de la Ligue du Nord, a saisi l'occasion : jusqu’au 25 décembre la population de Coccaglio était invitée à « nettoyer » les logements occupés par des immigrés qui n’auraient pas renouvelé leur permis de séjour en temps et en heure. 
Les caméras de surveillance et les patrouilles de la police municipale sont entrées en action mi-novembre, multipliant leurs traques, de jour comme de nuit.
L’adjoint à l'échevin légiste à la sécurité, Claudio Abiendi, précisa qu’il n’y avait là rien d’anormal. Dans le journal Bresciaoggi, il expliqua qu’il ne faisait qu’« appliquer un décret de 1989 sur le règlement de l’état-civil et la récente loi qui a fixé à six mois la période de tolérance à partir de la caducité du permis de séjour ». Et d'ajouter « Noël est la fête de nos racines, pas celle de l’accueil d’étrangers ». Le candidat maire Franco Claretti, membre lui aussi de la Ligue du Nord, surenchérit : « à Coccaglio, il n'y a pas de criminalité, nous voulons juste commencer à faire le ménage ». Tout au plus le chef de la Ligue du Nord Umberto Bossi convint-il que le nom de l'opération était mal choisi, et proposa de la rebaptiser « Christmas ID verification ».
Le 28 novembre 2009, eut lieu une manifestation de 2 500 habitants qui ne cautionnaient pas le « lynchage généralisé » des étrangers. En réaction au slogan « White Christmas », elles s'étaient réunies sous le nom « United colors of Christmas ».
Dans ce village résidaient alors 1 500 étrangers régularisés, 400 « invités » hébergés de manière temporaire et un nombre indéfini d'illégaux. Au 3 décembre 2009, sur 150 inspections, plus de la moitié avaient révélé des situations irrégulières.